# Vincent Doumeizel
 (janvier 2024).
La mise en forme du texte ne suit pas les recommandations de Wikipédia : il faut le « wikifier ».
Les points d'amélioration suivants sont les cas les plus fréquents. Le détail des points à revoir est peut-être précisé sur la page de discussion.
- Les titres sont pré-formatés par le logiciel. Ils ne sont ni en capitales, ni en gras.
- Le texte ne doit pas être écrit en capitales (les noms de famille non plus), ni en gras, ni en italique, ni en « petit »…
- Le gras n'est utilisé que pour surligner le titre de l'article dans l'introduction, une seule fois.
- L'italique est rarement utilisé : mots en langue étrangère, titres d'œuvres, noms de bateaux, etc.
- Les citations ne sont pas en italique mais en corps de texte normal. Elles sont entourées par des guillemets français : « et ».
- Les listes à puces sont à éviter, des paragraphes rédigés étant largement préférés. Les tableaux sont à réserver à la présentation de données structurées (résultats, etc.).
- Les appels de note de bas de page (petits chiffres en exposant, introduits par l'outil «  Source ») sont à placer entre la fin de phrase et le point final[comme ça].
- Les liens internes (vers d'autres articles de Wikipédia) sont à choisir avec parcimonie. Créez des liens vers des articles approfondissant le sujet. Les termes génériques sans rapport avec le sujet sont à éviter, ainsi que les répétitions de liens vers un même terme.
- Les liens externes sont à placer uniquement dans une section « Liens externes », à la fin de l'article. Ces liens sont à choisir avec parcimonie suivant les règles définies. Si un lien sert de source à l'article, son insertion dans le texte est à faire par les notes de bas de page.
- La présentation des références doit suivre les conventions bibliographiques. Il est recommandé d'utiliser les modèles {{Ouvrage}}, {{Chapitre}}, {{Article}}, {{Lien web}} et/ou {{Bibliographie}}. Le mode d'édition visuel peut mettre en forme automatiquement les références.
- Insérer une infobox (cadre d'informations à droite) n'est pas obligatoire pour parachever la mise en page.

Pour une aide détaillée, merci de consulter Aide:Wikification.
Si vous pensez que ces points ont été résolus, vous pouvez retirer ce bandeau et améliorer la mise en forme d'un autre article.
Vincent Doumeizel est un écrivain français, auteur des livres La Révolution des algues, Le Manifeste du plancton et Comment les algues peuvent sauver le monde.

## Biographie
Directeur agro-alimentaire à la Fondation Lloyd's Register et conseiller Océan au Pacte mondial des Nations unies, il promeut l'utilisation des algues pour contribuer à résoudre les grandes crises actuelles (alimentaires, sociales, climatiques et environnementales),.
En 2021, il a fondé la Coalition Mondiale des algues (Global Seaweed Coalition) hébergée à l'ONU et regroupant les acteurs du secteur,. Il codirige la coalition avec le CNRS. Il publie en 2022 La Révolution des algues aux Éditions des Équateurs, livre plusieurs fois primé, et traduit en plusieurs langues,,.
En septembre 2023, il est le sujet du documentaire sur les algues Sea of Hope, de la chaîne américaine CNN dans la série Call to Earth[source secondaire souhaitée].
En mai 2024, son livre jeunesse Comment les algues peuvent sauver le monde paraît aux éditions La Cabane bleue. L'ouvrage est nommé finaliste du Prix de la Fondation Veolia pour le Livre environnement 2025, mention jeunesse. Il remporte le prix des libraires 2025 Produit en Bretagne. Deux ans plus tard, il sort simultanément l'adaptation BD de son premier livre La Révolution des algues chez Futuropolis[réf. nécessaire] avec Étienne Lécroart aux dessins ainsi que Le Manifeste du plancton aux Éditions des Équateurs.
En septembre 2024, lors de la 79e Assemblée générale de l'ONU, il rassemble plus de 30 spécialistes internationaux de la biologie marine pour lancer le « Manifeste du Plancton » appelant à une prise de conscience concernant le rôle des organismes planctoniques dans les équilibres vitaux de notre planète et leur potentiel à représenter une solution écologique pour notre avenir.
Lors de la troisième Conférence des Nations unies sur l'océan en juin 2025, il négocie et annonce la création d'une initiative globale pour les algues sous l'égide de l'ONU (« UN Global Seaweed Initiative ») portée par plusieurs pays membres (dont la France) et de nombreuses agences onusiennes.
Il est aussi le chanteur et guitariste du groupe de musique rock ArCy, qui a sorti deux albums (Empreintes, en 2020 et Passages, en 2024).

## Publications
- La Révolution des algues, Éditions des Équateurs, 2022[22],[23],[24].
- Comment les algues peuvent sauver le monde, Éditions La Cabane bleue, 2024.
- Vincent Doumeizel et Étienne Lécroart, La Révolution des algues (Bande Dessinée), Éditions Futuropolis, 2025.
- Le Manifeste du plancton, Éditions des Équateurs, 2025.